# José Francisco de Iturzaeta

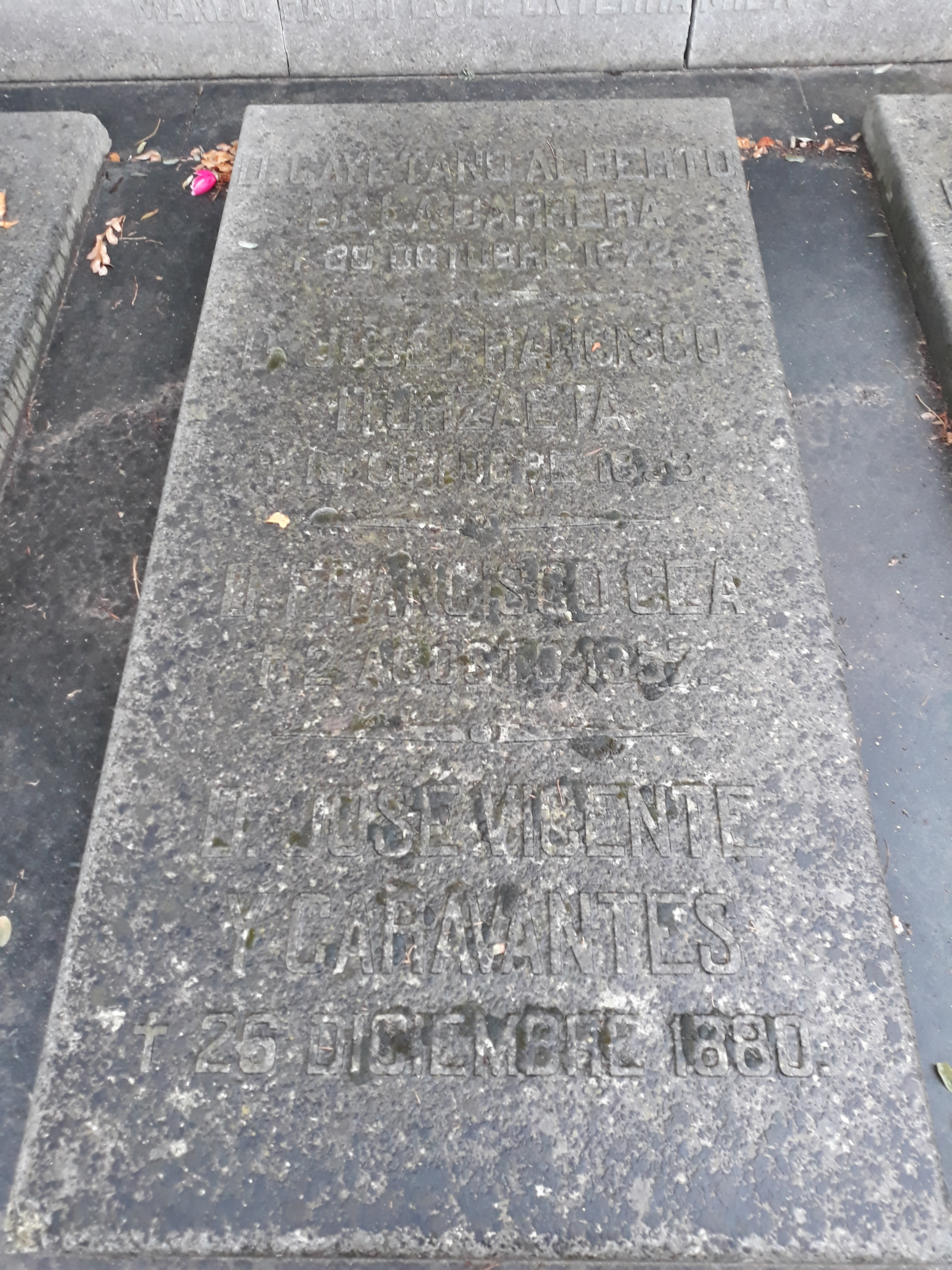
Tumba de José Francisco de Iturzaeta en el panteón de la Real Academia Española.

José Francisco de Iturzaeta Eizaguirre fue un calígrafo nacido en Guetaria el 23 de noviembre de 1788 y fallecido en Madrid el 19 de octubre de 1853.

A pesar de ser un célebre calígrafo, su fama se debe a la repercusión que tuvo su método de escritura.
 Su estilo caligráfico representaba una protesta en contra de los adornos caligráficos exagerados.  Sin embargo, ayudó a introducir una letra poco estética y poco cursiva. Sus dos características más importantes fueron los trazos rectos y la gracia y exactitud de las curvas.

## Biografía
Iturzaeta nació en Guetaria, Guipúzcoa en una familia humilde y siendo un niño se fue a vivir con sus tíos, en un primer momento a Irún y luego a San Sebastián, ciudad en la que se casó. Con tan solo 19 años ya era famoso en toda la ciudad. Debido a la Batalla de San Marcial (1813) y a la ruina de San Sebastián, Iturzaeta fue obligado a ir a Tolosa donde trabajó como segundo oficial de la Contaduría de Rentas. En el año 1816 dejó a su esposa e hijo y se fue a vivir a Madrid donde murió el 19 de octubre de 1853.

## Trayectoria profesional
Iturzaeta conoció a Torcuato Torio, maestro calígrafo natural de Palencia, que le dio consejos sobre caligrafía y le asoció a sus trabajos.

En el año 1835 por medio de una orden real se declaró obligatorio en todos los colegios el uso de Arte de escribir la letra bastarda española y la Colección ampliada de la misma letra ambos títulos escritos por Iturzaeta. Un año después, en 1836, Iturzaeta desempeñó el cargo de inspector general de primera enseñanza, y en diciembre fue nombrado director de la Escuela Normal Central de Maestros. Fue el puesto más alto de su carrera.

## Obras
A lo largo de su vida Iturzaeta escribió varias obras entre las cuales destacan:

- "Una gran mesa revuelta" (1816)
- "Colección de muestras de letra española" (1827, Madrid)
- "Arte de escribir la letra bastarda española" (1827, Madrid) que tuvo diez ediciones, la última en 1890
- "Colección de grandes muestras de letra bastarda española"(1827, Madrid)
- "Colección general de alfabetos de los caracteres más hermosos de Europa, corregidos y mejorados en las formas y proporciones que los distinguen, con explicaciones particulares, o sea un Compendio de Caligrafía General, dedicado a la Reina Ntra. Sra. Doña María Cristina de Borbón" (1833, Madrid)
- "Método cursivo o sea segundo curso de escritura española" (1845, Madrid)
- "Sistema mixto general, o sea régimen de las escuelas de instrucción primaria elemental y superior, precedido de la planificación de las mismas" (1846, Madrid).
- "Caligrafía para los niños, o sea Compendio del Arte de escribir la letra española", compuesto en forma de diálogo para los niños que concurren a los establecimientos de primera educación del Reino mandado seguir por Orden Real de 7 de enero de 1835 y últimamente por el gobierno de 30 de junio de 1848.
- "Juego caligráfico en encerado"
- "Gramatocosmia universal"

Además de estas obras, Iturzaeta hizo ilustrar varias series de papel pautado según su sistema.